# Сузана Кейсън
Сузана Кейсън (на английски: Susanna Kaysen) е американска писателка на бестселъри в жанра мемоари и съвременен роман.

## Биография и творчество
Сузана Кейсън е родена на 11 ноември 1948 г. в Кеймбридж, Масачузетс, САЩ. Баща ѝ Карл Кейсън е професор в Масачузетския технологичен институт и бивш съветник на президента Джон Ф. Кенеди, а майка ѝ Анет Нойтра е сестра на известния архитект Ричард Нойтра. Има една сестра.
Учи в частната гимназия „Комънуелт“ в Бостън и гимназия „Кембридж“ в Уестън, преди да бъде изпратена през 1967 г. в клиника „Маклийн“ в Белмонт, Масачузетс, за да се подложи на психиатрично лечение от депресия. Там е диагностицирана с гранично личностно разстройство и е лекувана в продължение на 18 месеца.
Първият ѝ роман „Asa, As I Knew Him“ е издаден през 1987 г. Живее за известно време на Фарьорските острови, а на впечатленията ѝ от там се основава вторият ѝ роман „Far Afield“ от 1990 г.
През 1993 г. излиза мемоарната ѝ книга „Луди години“, в която описва престоят си в психиатричната клиника. Той е написан с чувство за хумор и съчувствие към обитателите на „златната" клетка – патологичната лъжкиня Джорджина, невероятно чаровната Лиза, гневния Уейд и мъдрата сестра Валъри. Оригиналното заглавие „Girl, Interrupted“ е асоциация към картината на Вермеер „Прекъснат урок по музика“, която се намира в колекцията „Фрик“ в Ню Йорк под заглавието „Girl interrupted at her music“.
Романът става бестселър и прави Сузана Кейсън много известна. През 1999 г. мемоарът е адаптиран, с нейно участие като продуцент, във филма „Луди години“ с участието на Уинона Райдър в главната роля, както и с участието на цяла плеяда от филмови звезди за останалите роли.
Сузана Кейсън живее в Кеймбридж, Масачузетс.

## Произведения

### Самостоятелни романи
- Asa, As I Knew Him (1987)
- Far Afield (1990)
- Girl, Interrupted (1993)

Луди години, изд. „Атика“ (София, 2000), прев. Виделина Димитрова
- The Camera My Mother Gave Me (2001)
- Cambridge (2014)